# Stenløse Kirke (Egedal Kommune)
 For alternative betydninger, se Stenløse Kirke. (Se også artikler, som begynder med Stenløse Kirke)
Stenløse Kirke ligger i Stenløse ca. 11 km SØ for Frederikssund (Region Hovedstaden). Under en restaurering af kirken i 1956 fandt man den såkaldte Stenløse-kalkristning med indskriften oversat til "Bo".

## I medierne
Stenløse Kirke danner ramme for Adam Prices tv-serie Herrens Veje fra 2017.

## Eksterne kilder og henvisninger
- Wikimedia Commons har flere filer relateret til Stenløse Kirke (Egedal Kommune)
- Stenløse Kirke hos KortTilKirken.dk
- Stenløse Kirke hos danmarkskirker.natmus.dk (Danmarks Kirker, Nationalmuseet)